# أبيكورت
أبيكور ((بالفرنسية: Abbécourt)‏) هي بلدية فرنسية تقع في مقاطعة آين ضمن منطقة أو دو فرانس شمال فرنسا.

## الجغرافيا

### الموقع
تقع بلدية أبيكور في كانتون شوني على بعد حوالي 5.5 كم عن مركز الكانتون عبر الطريق. كما تبعد حوالي 2.1 كم عن أقرب بلدية وهي أون. تقع أيضًا على بعد حوالي 3.6 كم من مركز الكانتون وحوالي 32.2 كم من عاصمة المقاطعة (مسافة جوية). بالنسبة لمدينة باريس، تبعد البلدية حوالي 101.7 كم (مسافة جوية).

### الجيولوجيا والتضاريس
تقع أبيكور ضمن حوض باريس. تعود الطبقات الجيولوجية في هذه المنطقة إلى العصر الطباشيري المتأخر، حين كان حوض باريس مغطى بمياه البحر. يتراوح ارتفاع البلدية بين 38 مترًا و64 مترًا فوق مستوى سطح البحر، بمتوسط ارتفاع يبلغ حوالي 45 مترًا. وتُعدّ المنطقة ذات خطر زلزالي منخفض جدًا.

### الحدود والهيدروغرافيا

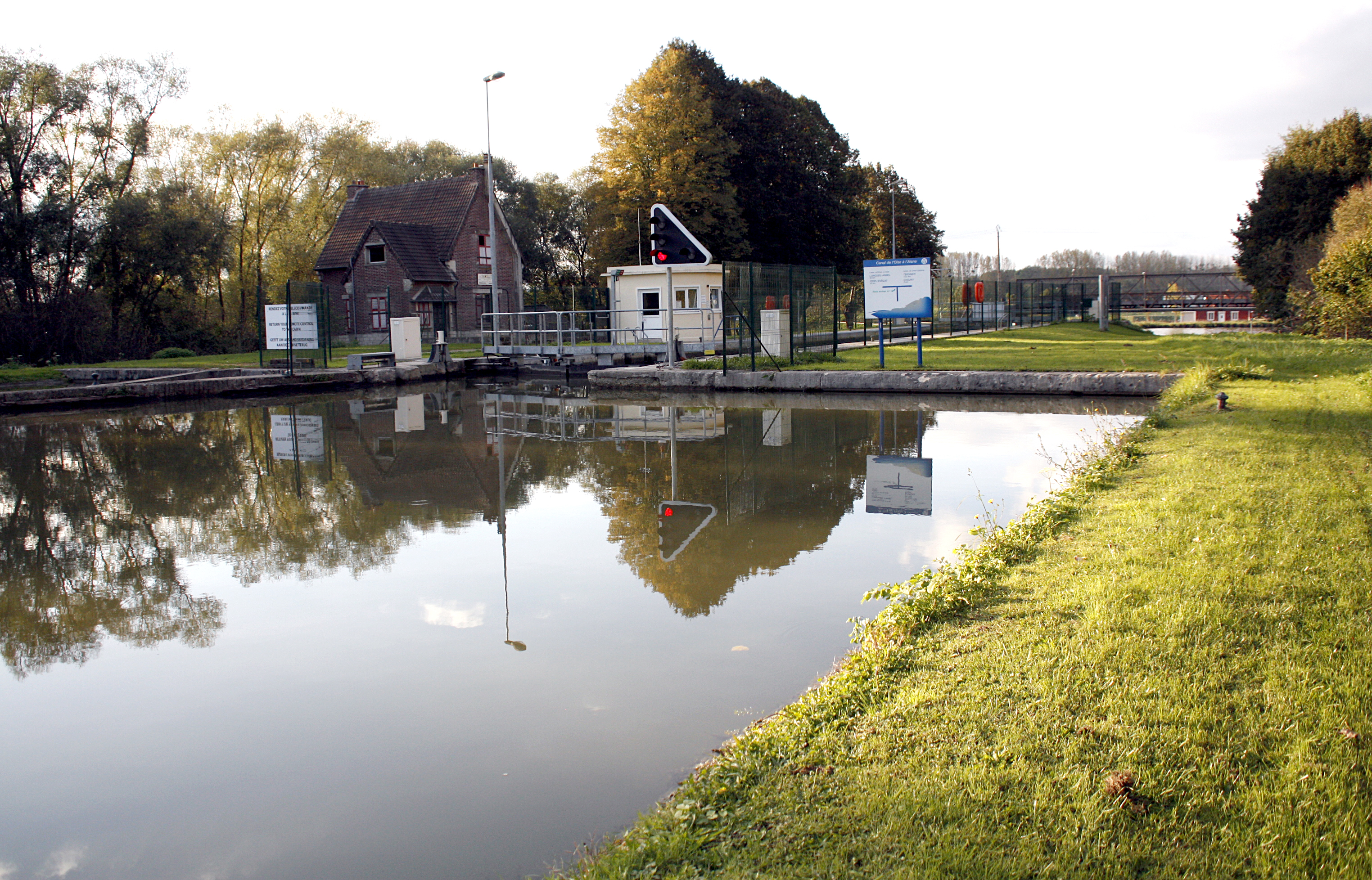
قفل مائي في أبيكور، بداية قناة واز-آين.

يحد أراضي البلدية عدد من الأنهار: من الغرب رُو دو فيني، ومن الجنوب رُو دو بونتواز ونهر واز. كما تمر عبر البلدية مجاري مائية أخرى مثل بروياج والقناة الجانبية لنهر واز. تقع البلدية ضمن حوض تصريف نهر السين.

### الهيدرولوجيا

#### الشبكة الهيدرغرافية
تقع البلدية ضمن حوض السين-نورماندي. ويتم تصريف مياهها بواسطة عدة مجاري مائية مثل قناة واز-آين، القناة الجانبية لنهر واز، نهر واز، هيلوت، رُو دو بونتواز، خندق إيريتشي، قناة 02 الخاصة ببلدية أون، مجرى المياه 01 في منطقة دومين دو لا فونتين، غوبليه ونهر واز وفروع متعددة من بروياج.
تُعد قناة واز-آين قناة ذات حوض تقسيم المياه وفق مقياس فريسينه، وتربط بين وديان واز وآين. تمر القناة بين بلديتي أبيكور وبورغ-إي-كومان مرورًا بـ «طريق السيدات» الشهير.
أما القناة الجانبية لنهر واز فهي قناة مائية وفق مقياس فريسينه تخدم شرق منطقة بيكاردي. يبلغ طولها حوالي 34 كم وتربط قناة سان-كانتان (من شوني) بنهر واز المُحوّل عند جانفيل.
ينبع نهر واز من بلجيكا على ارتفاع 309 متر فوق مستوى سطح البحر في بلدة فورج، ويصب في نهر السين عند نقطة "بوانتيل" في كونفلان سانت-أونورين على ارتفاع 20 مترًا. يمتد النهر بطول 341 كم، وهو صالح للملاحة على مسافة 104 كم تقريبًا.
أما نهر هيلوت، فيمتد بطول 18 كم، وينبع من بلدية أوني-لو-غي ويصب في رُو دو بونتواز في أون، بعد مروره عبر ست بلديات.
ليبرات، يمتد بطول 8 كم، وينبع من بلدية لابيرجمون-كليمنسيا ويصب في نفس البلدية.

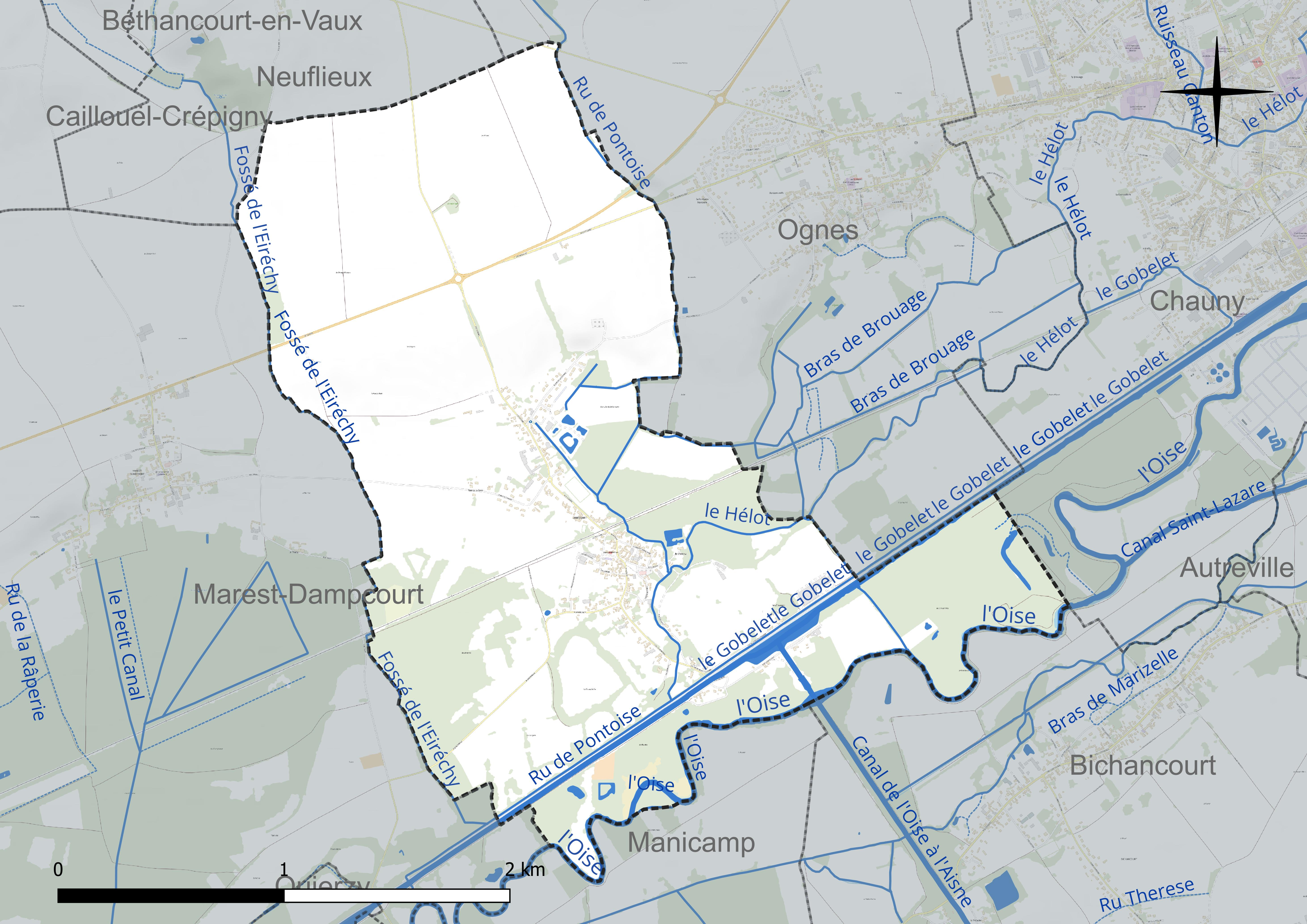
الشبكة الهيدرغرافية لأبيكور

#### إدارة وجودة المياه
تغطي أراضي البلدية مخطط إدارة المياه (SAGE) الخاص بـ «واز الوسطى». يغطي هذا المخطط منطقة تبلغ مساحتها حوالي 1,013 كم²، ويشمل حوض تصريف نهر واز الأوسط. تم تحديد نطاق المخطط في 24 أبريل 2017، ولا يزال قيد التطوير في عام 2024. تُشرف على إعداد وتنفيذ هذا المخطط الهيئة المشتركة لـ SAGE واز-الوسطى (SMOM).

### المناخ
تخضع بلدية أبيكور، مثل باقي منطقة بيكاردي، لتأثير المناخ المحيطي. يتشابه المناخ فيها مع مناخ مدينة سان-كانتان التي تقع على بعد 29.2 كيلومترًا إلى الشمال (مسافة جوية).

## أصل التسمية
تم توثيق اسم المنطقة بشكل Abecurt في عام 1151.
تُعَدّ هذه الصيغة شكلًا من أشكال اللاحقة "-court" التي كانت شائعة في العصور الوسطى وشمال فرنسا. كانت كلمة court (أو curt أو cort في الفرنسية القديمة) تعني سابقًا "فناء المزرعة أو المزرعة أو المنطقة الريفية" (موازية للكلمة الألمانية hof وتعني "فناء المزرعة"). وهي مشتقة من اللاتينية المنخفضة cōrtem، أو من CURTE الغالو-رومانية، المشتقة من اللاتينية الكلاسيكية cohors أو cohortis. أما الكلمة الفرنسية "cour" التي اشتُقت منها، فقد اكتسبت تهجئة مختلفة تأثرًا بالكلمة اللاتينية curia.
عادةً ما يُسبق لاحقة "-court" باسم شخصي جرماني وفقًا لقواعد اللغة الفرنسية القديمة، لكن هذا ليس هو الحال هنا كما يتضح من الأشكال القديمة: حيث أن "abbé-" مشتق من الكلمة اللاتينية المنخفضة abbas والتي تعني "كاهن"، مما يعطي معنى إجماليًا لـ "المنطقة الريفية التابعة للكاهن".
لا ينبغي الخلط بين أبيكور وأبيكور (أو "Abbatis curtis" في عام 1224).

## التاريخ

### الأصل
تطورت بلدية أبيكور من دير سان-ميدار دي سواسون، والذي أطلق اسمه أيضًا على مزرعة تقع ضمن حدود البلدية. تعود أقدم الإشارات التاريخية لأبيكور إلى القرن التاسع.

### العصور الوسطى
خلال العصور الوسطى، كانت البلدية إقطاعية تضم قلعة وأسيادًا محليين. في عام 1265، كان يتم فرض ضريبة سنوية من قنطار قمح على الطاحونة والإقطاعية من قبل رهبان دير جانلي، الذي يقع حاليًا في فيلكييه-أومون. في عام 1405، تم شراء الإقطاعية من قبل السيد جان دي هانجيه، سيد جانلي. شهدت المنطقة فترة من الأوبئة في عام 1457، تلتها مجاعة في عام 1471.

### العصر الحديث
في عام 1579، اشترى بيير بريلار، سيد كرون، أراضي أبيكور من سيد جانلي. وفي عام 1581، تم إعداد سجل للأراضي الخاصة بأبيكور بناءً على مرسوم ملكي صادر عن الملك ووزير الدولة. خلال فترة Fronde، تعرضت القرية للنهب على يد القوات الإسبانية خلال حصار Chauny عام 1652. أُعيدت أبيكور إلى ماركيزية جانلي في عام 1645، ولكنها انفصلت مرة أخرى في عام 1685 لتخضع لدير سان-ميدار حتى عام 1736. ثم عادت مجددًا إلى الماركيزية حتى اندلاع الثورة الفرنسية. في عام 1774، تحولت الماركيزية إلى دوقية فيلكييه-أومون. عشية الثورة، كانت البلدية تحت إدارة Soissons في إطار اختصاص Chauny القضائي، وكانت أبرشية أبيكور تابعة لمطرانية Noyon.

### الفترة المعاصرة
مع اندلاع الثورة الفرنسية، أصبحت أبيكور بلدية مستقلة ضمن دائرة شوني وكانتون يحمل نفس الاسم. خلال Six Days' Campaign عام 1814، عبرت قوات الجنرال البروسي فون بولو البلدة، حيث نهبوا المنازل لمواجهة التحركات الهجومية لـنابليون الأول. في عام 1870، خلال الحرب الفرنسية البروسية، خضعت القرية للاحتلال الألماني.
في بداية الحرب العالمية الأولى، اعتبارًا من 1 سبتمبر 1914، وقعت أبيكور مجددًا تحت الاحتلال الألماني، حيث عيّنت القوات المحتلة مسؤولًا بلديًا جديدًا وعمدة. ومع تقدم الجيش البريطاني، قامت القوات الألمانية بتدمير القرية في 19 مارس 1917 أثناء انسحابها نحو خط هيندنبورغ. خلال الهجوم الألماني في مارس 1918، أعيد احتلال أبيكور في 24 مارس 1918. وأخيرًا، تم تحرير القرية في 6 سبتمبر 1918. وبعد الحرب، وبموجب مرسوم صادر في 17 أكتوبر 1920، حصلت بلدية أبيكور على وسام الصليب الحربي تقديرًا لصمودها.

## الحياة المحلية

### التعليم
توجد مدرسة ابتدائية عامة في بلدية أبيكور. بلغ عدد طلاب المدرسة 34 طالبًا خلال العام الدراسي 2011-2012، وفقًا لموقع وزارة التربية والتعليم.
بالنسبة للتعليم الثانوي، يلتحق طلاب أبيكور بشكل رئيسي بالكليات والمدارس الثانوية في Chauny. تتوفر لهم فرصة الالتحاق بالمؤسسات العامة أو الخاصة. المدرسة الخاصة الوحيدة في شوني هي Saint Charles College. بالنسبة للمدارس العامة، توجد كليتان ومدرستان ثانويتان. لدراسة التعليم المهني، يمكن للطلاب اختيار مدرسة Gay Lussac المهنية العامة أو المدرسة المهنية الخاصة Saint Charles. كما توجد مدرسة ثانوية زراعية خاصة تُدعى Robert Schumann في شوني.

### الصحة
لا توجد خدمات طبية داخل بلدية أبيكور، لكن قربها من مدينة Chauny، التي تبعد حوالي 5.5 كم، يتيح لسكان أبيكور استشارة الأطباء المتخصصين والذهاب إلى الصيدليات. كما يوجد مستشفى في شوني.

### المهرجانات
يُقام المهرجان البلدي في الأحد الرابع من شهر يونيو من كل عام، وذلك تزامنًا مع يوم 24 يونيو الذي يصادف عيد القديس يوحنا المعمدان، شفيع كنيسة البلدية. كما يُنظم سوق شعبي (سوق البرغوث) في أول يوم أحد من شهر أكتوبر.

### العبادة

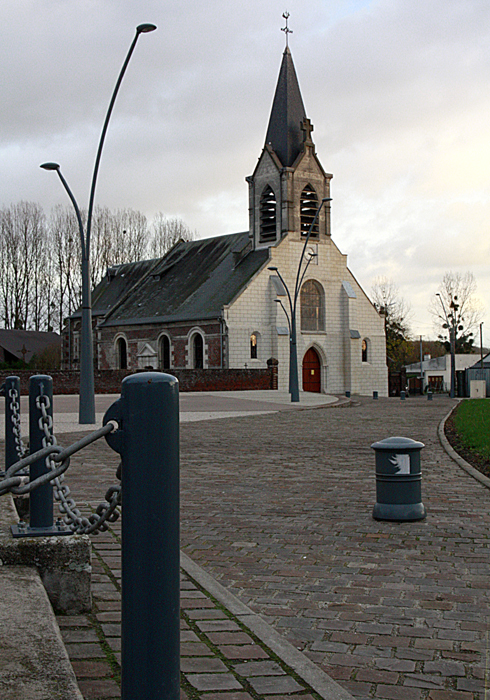
كنيسة أبيكور

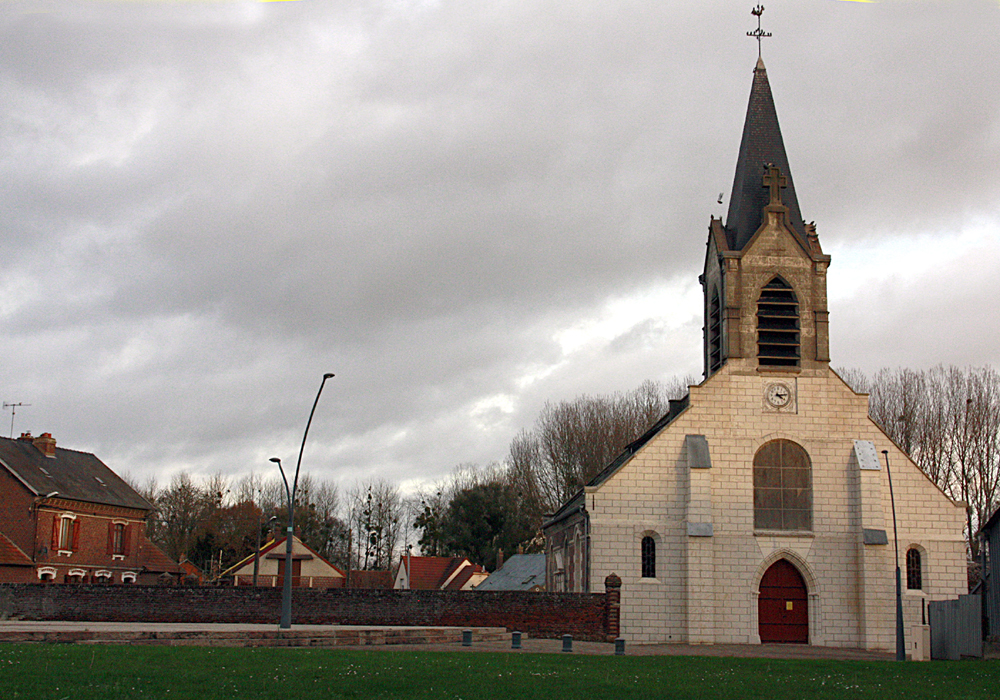
كنيسة القديس يوحنا المعمدان في أبيكور

تُقام شعائر العبادة الكاثوليكية في أبيكور في Église Saint-Jean-Baptiste. تنتمي هذه الكنيسة إلى أبرشية سواسون، لاون وسان-كانتان، والتي تُعد جزءًا من رئاسة أساقفة ريمس. وتُعتبر كنيسة البلدية جزءًا من أبرشية Saint-Momble في منطقة شونو.

## الاقتصاد

### الأعمال التجارية والتجارة
توجد في أراضي بلدية أبيكور عدة صناعات تشمل:
- النجارة
- الصناعات المعدنية
- الحدادة
- الكهرباء
- تركيب البلاط
- الميكانيكا

تجدر الإشارة إلى أن المحال التجارية الصغيرة في المنطقة قد اختفت.

## المواقع والمعالم
- كنيسة القديس يوحنا المعمدان: تم إعادة بنائها بعد الحرب العالمية الأولى، لكنها لا تزال تحتفظ ببعض الأجزاء القديمة من المبنى.
- النُصُب التذكارية لضحايا حروب 1870-1871، 1914-1918، و1939-1945.
- جسر قناة مائي بُني في عهد نابليون بونابرت.

## روابط خارجية
- Abbécourt sur le site de Géoportail، موقع المعهد الجغرافي الوطني (IGN) باللغة الفرنسية
- Abbecourt sur la carte de Cassini de 1750